# Dicranomyia (Dicranomyia) capella
Dicranomyia (Dicranomyia) capella is een tweevleugelige uit de familie steltmuggen (Limoniidae). De soort komt voor in het Oriëntaals gebied.